# 미국 남북 전쟁의 경제사
미국 남북 전쟁의 경제사는 연방과 연합국의 1861년부터 1865년까지의 전쟁 자금 조달과 전쟁의 경제적 영향에 관한 것이다.
연방군과 연방 해군의 대규모 병력을 동원하면서도 연방 경제는 전쟁 중 성장하고 번영했다. 워싱턴 D.C.의 공화당 (미국)은 대도시, 효율적인 공장, 생산적인 농장, 모든 국립 은행, 그리고 미국 군사 철도에 의해 연결될 현대적인 철도 시스템을 갖춘 산업화된 국가라는 휘그당적 비전을 가지고 있었다. 미국 남부는 산업을 촉진하기 위한 관세나 농업을 촉진하기 위한 홈스테드 법과 같은 정책에 저항했는데, 이는 미국의 노예제가 이익을 얻지 못할 것이었기 때문이다. 남부가 분리되고 북부 민주당이 약화되면서 공화당은 자신들의 법안을 통과시켰다. 동시에 그들은 전쟁 비용의 일부를 지불하기 위해 새로운 세금을 통과시켰고, 나머지 대부분을 지불하기 위해 많은 양의 채권을 발행했다. 경제학자들은 나머지 전쟁 비용이 인플레이션 때문이라고 본다. 매튜 갤먼에 따르면, 총 전쟁 지출 면에서 미국 연방 정부는 180억 달러를 지출했고 주는 5억 달러를 지출했다. 여기에는 재향군인 수당과 같이 전쟁 종료 후의 장기 비용은 포함되지 않는다. 연합국 연방 및 주 정부는 미국 달러로 10억 달러에 해당하는 금액을 지출했다. 미국은 전쟁 자금의 21%를 세금에서, 66%를 차입에서, 13%를 인플레이션에서 얻었다. 대조적으로, 연합국은 세금에서 5%, 차입에서 35%, 인플레이션에서 60%만을 얻었다.
워싱턴 D.C.에서 미국 의회는 전쟁에서 승리하고 경제를 영구적으로 변화시키려는 이중 목적을 가진 경제 근대화의 정교한 프로그램을 만들었다.
남부의 전시 피해는 컸고 빈곤이 뒤따랐다. 미국 백인의 소득은 감소했지만, 자유민의 소득은 증가했다. 재건 시대 동안 철도 건설은 크게 보조를 받았지만 (많은 부정부패와 함께), 이 지역은 목화 생산에 대한 의존도를 유지했다. 자유민들은 임금 노동자, 소작인, 또는 소작농이 되었다. 인구 증가가 경제 성장보다 빨라 많은 푸어 화이트들도 그들과 합류했다. 1940년경까지 유일하게 중요한 제조업 산업은 직물 공장 (주로 산악 지역의 캐롤라이나주)과 앨라배마의 일부 제강 산업이었다.
남부에 대한 북부의 산업적 우위는 남북 전쟁 (1861-1865)에서 북부가 승리하는 데 도움이 되었다. 북부의 승리는 국가와 경제 시스템의 운명을 결정지었다. 노예 노동 시스템은 폐지되었다. 분익소작이 등장하여 목화 생산에 필요한 노동력을 공급하기 위해 노예제를 대체했지만, 1873년 공황 기간 동안 목화 가격이 폭락하여 남부의 대농장의 수익성이 하락했다. 전쟁 전과 전쟁 중에 급속히 확장되었던 북부 산업은 더욱 발전했다. 산업가들은 사회 및 정치적 문제를 포함하여 국가 생활의 많은 측면을 지배하게 되었다.

## 연방 정책
1861년 4월 전쟁이 시작된 후, 에이브러햄 링컨 대통령과 재무장관 새먼 P. 체이스는 전쟁 자금을 조달하는 거대한 도전에 직면했다. 의회에서는 윌리엄 P. 페슨든 상원의원과 새디어스 스티븐스 하원의원이 주도했다. 의회는 링컨의 50만 명 군대 소집 요청을 신속하게 승인했지만, 초기에는 전쟁 비용을 지불하기 위한 세금 인상을 거부했다. 그러나 7월 제1차 불런 전투에서 연방이 패배한 후, 의회는 미국 역사상 최초의 연방 소득세를 부과하는 1861년 수입법을 통과시켰다. 이 법은 800달러(현재 가치로 $23,000에 해당) 이상의 소득에 대해 3%의 단일 세율을 부과했다. 이러한 소득세 부과는 과거 연방 정부가 과세했던 재산보다 주식과 채권으로 보유되는 부의 증가를 반영했다. 평균 도시 근로자의 연봉이 600달러였기 때문에 소득세 부담은 주로 부유층에 돌아갔다.

### 고액 보호 관세
의회는 두 번째와 세 번째 모릴 관세를 통과시켰는데, 첫 번째 관세는 뷰캐넌 임기 마지막 달에 법이 되었다. 이 관세법은 수입 관세를 상당히 인상했으며, 수입을 늘리고 국내 제조업을 외국 경쟁으로부터 보호하기 위해 고안되었다. 전쟁 중에는 관세가 제조업자들이 새로운 세금 부담을 상쇄하는 데 도움이 되기도 했다. 전쟁 전 수준과 비교할 때, 관세는 19세기 나머지 기간 동안 비교적 높게 유지될 것이었다. 전쟁 내내 의회 의원들은 서부 농촌 지역에 가장 큰 영향을 미치는 관세율 인상을 통해 추가 수입을 올릴지, 아니면 북동부의 부유한 개인에게 가장 큰 영향을 미치는 소득세 인상을 통해 추가 수입을 올릴지에 대해 논쟁할 것이었다.

### 그린백
1861년의 세입 조치는 전쟁 자금 조달에 불충분하다는 것이 입증되어 의회는 추가 세입 창출을 위한 법안을 통과시켜야 했다. 1862년 2월, 의회는 1억 5천만 달러(1862년 $38.4억에 해당)의 "그린백" 주조를 승인하는 법정화폐법을 통과시켰다. "지폐"가 과도한 인플레이션으로 이어질 수 있으며 전후에는 지지받지 못할 것이라는 우려가 있어 격렬한 논쟁이 있었다. 그러나 육군은 지체 없이 공급업체와 군인들에게 대금을 지불해야 했다. 그린백은 "콘티넨탈"이 폭주하는 인플레이션을 일으켜 거의 가치가 없어졌던 미국 독립 혁명 이후 연방 정부가 발행한 최초의 지폐였다. 새로운 그린백은 특수 화폐(금 또는 은)에 의해 보증되지 않았지만, 상인들이 구매 및 채무에 대해 액면가를 존중해야 한다는 요구 사항에 의해 보증되었다. 전쟁이 끝날 무렵, 4억 5천만 달러 상당의 그린백이 유통되고 있었다. 그린백은 매우 효과적이었고 (차입 후) 재무부가 전쟁 자금을 조달하는 데 필요한 주요 해결책이었다.

### 세금
군사비가 치솟자 연방군은 리치먼드를 점령하려는 계획에서 흔들렸다. 금융계에서는 비관론이 커졌다. 의회는 거의 모든 상품에 영향을 미치는 새로운 소비세를 설정한 1862년 수입법을 통과시켰다. 새로운 세금은 20세기에 주 정부가 부과한 판매세와 유사했다. 한 신문 보도에 따르면, 이 법은 다음과 같은 연방세를 부과했다. 주류, 맥주, 담배, 시가, 라드, 아마씨 기름, 종이, 비누, 소금, 신발 가죽, 밀가루, 철도 승객(마일당), 증기선 승객, 페리 보트, 전차, 광고, 마차. 새로운 법은 또한 연간 600달러 초과 소득에 대해 3%, 10,000달러 초과 소득에 대해 5%의 첫 소득세를 부과했다. 수십 명의 로비스트들이 소규모 기업을 파산시킬 것이라고 경고하며 반격했지만, 전쟁 위기가 시급했기 때문에 의회는 추진했다. 새로운 법은 또한 첫 국가 상속세를 부과했다. 이 세금을 징수하기 위해 의회는 재무부 내에 국세청장 사무실을 만들었다. 세 명의 서기에서 시작하여 185개 지구에 4000명의 서기와 현장 요원으로 빠르게 확장되었다.
링컨은 1862년 7월 1일 수입법에 서명했고, 2주 후에는 세율을 37%로 인상하는 새로운 관세법에 서명했다. 영국은 가장 큰 무역 파트너였지만, 남부에 식량과 군수품을 공급하기 위한 봉쇄선 돌파 시스템을 만들고 자금을 지원한 것에 화가 난 미국인들은 영국의 항의를 무시했다.
이러한 새로운 조치에도 불구하고, 전쟁 자금 조달은 체이스와 링컨 행정부에게 계속해서 어려운 싸움이었다. 정부는 그린백을 계속 발행하고 막대한 양의 돈을 빌렸으며, 미국의 국가 부채는 1860년 6천 5백만 달러에서 1866년 20억 달러로 증가했다. 의회는 보다 누진적인 세금 구조를 선호하는 사람들과 단일 세율을 선호하는 사람들 사이의 타협을 나타내는 1864년 수입법을 통과시켰다. 이 법은 600달러 초과 소득에 5% 세금, 10,000달러 초과 소득에 10% 세금을 부과하고 기업에 대한 세금을 인상했다. 1865년 초, 의회는 또 다른 세금 인상을 통과시켜 5,000달러 초과 소득에 10%의 세금을 부과했다. 1865년까지 소득세는 연방 정부 수입의 약 5분의 1을 차지했다. 연방 상속세는 1870년 폐지될 때까지 효력을 유지했으며, 연방 소득세는 1872년 폐지되었다.
통화 안정을 희망하며, 체이스는 의회가 1863년 2월 국립은행법과 1864년 두 번째 은행법을 통과시키도록 설득했다. 이 법들은 "국립은행"을 감독하기 위한 통화감독관실을 설립했으며, 이 은행들은 주 규제 대신 연방 규제를 받게 되었다. 연방 채권에 자본의 3분의 1을 투자하는 대가로, 이 국립은행들은 연방 지폐를 발행할 권한을 부여받았다. 의회가 1865년 3월 사설 지폐에 세금을 부과한 후, 연방 지폐는 미국에서 지배적인 지폐 형태가 되었다.

### 차입
양측 모두 돈을 빌리려 했지만, 북부가 훨씬 더 잘 해냈는데, 주로 새로운 국립 은행 시스템이 북부의 부를 화폐화했기 때문이다. 필라델피아 은행가 제이 쿡은 자금 조달을 민주화했다. 그는 일반 중산층 시민들이 월 할부로 50달러 저축 채권을 구매할 수 있도록 대대적인 홍보 캠페인을 조직했다. 판매액은 12억 달러에 달했고 연방 전쟁 예산의 40%를 충당했다. 채권 구매자들은 전쟁 후 이자와 함께 상환될 것이라는 약속을 대가로 민간 물품에 사용될 돈을 포기했다. 그들은 상환받았다. 채권은 결국 1860년에는 어린이였고 1890년에는 부모보다 훨씬 부유해진 납세자들에 의해 상환되었다. 세금 또한 민간 지출을 군사 부문으로 돌렸지만, 부담은 전적으로 전시 납세자에게 돌아갔다. 아마도 북부 저축의 절반은 전쟁 노력에 들어갔지만, 새로운 공장, 철도, 기업에 투자할 돈은 많이 남아 있었다. 북부에서는 민간 부문이 번성했지만, 남부에서는 위축되었다. 필라델피아에서는 매주 새로운 공장이 문을 열었고, 남부에서는 매주 공장이 문을 닫았다.
유럽에서 채권을 파는 면에서 북부는 거의 운이 없었다. 로스차일드를 포함한 주요 영국 및 프랑스 은행들은 매우 꺼려했다. 더욱이 1861년 말의 트렌트 사건은 영국과 미국 간의 전쟁 위험을 본 런던 은행가들을 화나게 했다. 그러나 베어링스 은행은 미국의 무기 구매 자금을 조달했다.

## 연합국 정책
아메리카 연합국 (1861-1865)은 유럽과 북부 주에 수출할 목화 생산을 위해 노예 노동으로 운영되는 대농장에 의존하는 농업 기반 경제로 시작했다. 독립 국가로 분류된다면, 아메리카 연합국 지역은 1860년에 세계에서 네 번째로 부유한 나라였을 것이다. 연합국은 유럽의 개입에 의존했지만 "목화가 왕이다"라는 것은 잘못된 생각임이 드러났다. 1861년 초 연방 봉쇄가 시작되기 전에 가능한 한 많은 목화를 유럽으로 운송할 기회가 있었다. 그러나 연합국 정책은 유럽 섬유 공장들이 연합국을 돕기 위해 정부에 개입을 요구하도록 하기 위해 전혀 운송하지 않는 것이었다. 연합국은 유럽 공장들이 이미 충분한 목화를 보관하고 있다는 사실을 잘 알지 못했다. 영국은 남부 목화보다 북부 곡물이 더 시급했는데, 이는 식량 공급의 주요 요소였기 때문이다.
적극적인 자금 조달로 1862년 파리의 에르랑제르 은행에 대한 채권 판매에서 3백만 파운드 (미국 달러로 약 1450만 달러)를 얻었다. 이는 반복되지 않았다. 이 돈은 대부분 배송되지 않은 선박 (연방 봉쇄로 인해)과 새로운 국가가 잘 운영되고 있다고 유럽인들을 속이기 위해 연합국 채권 가격을 지지하려는 헛된 노력에 낭비되었다. 영국은 투자할 돈이 있었다. 그들은 일부 연합국 채권을 샀지만, 연합국 채권보다 봉쇄선 돌파선에 훨씬 더 많은 돈을 썼다.
연방이 1861년 여름 연합국 항구에 대한 봉쇄를 시작하자 목화 수출은 95퍼센트 감소했고, 남부는 내부 사용을 위한 식량 및 군수품 생산에 중점을 두도록 재편성해야 했다. 주요 강과 항구에 대한 통제권을 잃은 후, 연합국은 수리가 거의 이루어지지 않고, 새로운 장비가 없으며, 파괴적인 습격으로 무너져 내린 취약한 철도 시스템에 운송을 의존해야 했다. 전쟁 중 인플레이션이 은행을 파괴하고 민간인들을 위한 물물교환 경제로의 전환을 강요하면서 금융 인프라는 붕괴되었다. 연합국 정부는 필요한 보급품과 가축을 압류했다 (전쟁 후 상환될 것이라고 약속했지만 결코 상환되지 않은 정부 채권으로 대가를 지불했다). 1865년까지 연합국 경제는 폐허가 되었고 11개 주 모두 한 세기 동안 가난한 상태로 남아 있었다.

### 통화 재정 및 인플레이션

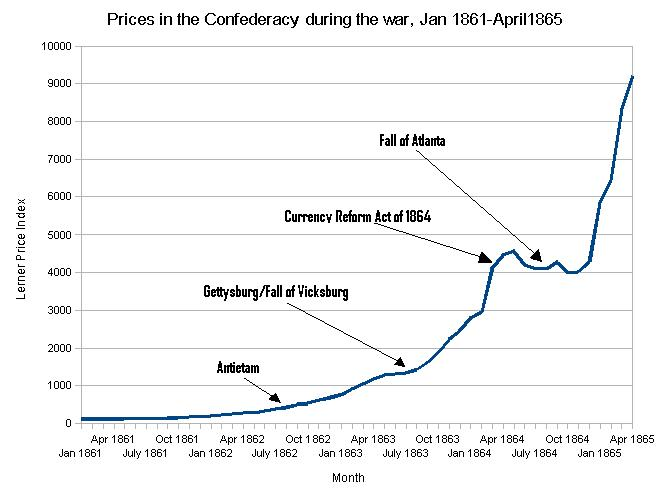
전쟁 중 연합국 월별 물가 지수는 1861년 1월 100에서 1865년 4월 9200 이상으로 상승했다. 유통되는 화폐량의 극적인 증가로 인해 물가가 상승했을 뿐만 아니라, 전장에서의 부정적인 소식에 대한 반응으로도 물가가 상승했다.

통화 발행(화폐 발행)을 통한 전쟁 지출 자금 조달은 연합국 정부가 가장 많이 의존한 방법이었다. 1862년에서 1865년 사이에 전체 수입의 60% 이상이 이러한 방식으로 창출되었다. 북부가 전쟁 중에 통화량을 두 배로 늘린 반면, 남부의 통화량은 1861년에서 1865년 사이에 20배 이상 증가했으며, 물가는 폭등했다. 1861년에 1연합국 달러였던 품목은 1865년에는 92연합국 달러가 들었다.

### 황폐화
윌리엄 헤셀타인에 따르면:
남부 전역에서 울타리가 무너지고 잡초가 밭을 뒤덮었으며 창문이 깨지고 가축이 사라졌다. 1860년 이후 10년 동안 재산의 평가 가치가 30~60퍼센트 감소했다. 모바일에서는 사업이 정체되었고, 채터누가와 내슈빌은 폐허가 되었으며, 애틀랜타의 산업 지역은 잿더미가 되었다.
연합군 사상자는 전사 94,000명, 질병으로 사망 164,000명, 부상 194,000명으로 추정되었다. 최근의 더 정확한 추정치에 따르면 75,000명에서 100,000명의 연합군 병사들이 추가로 사망했다.
북부 지역의 피해는 국경 지역에 국한되었지만, 연합국은 엄청난 영향을 받았다. 전쟁이 끝날 무렵, 남부 인프라의 악화는 광범위했다. 민간인 사망자 수는 알려지지 않았다. 모든 연합국 주가 영향을 받았지만, 대부분의 전쟁은 버지니아와 테네시에서 벌어졌고, 텍사스와 플로리다는 군사 행동이 가장 적었다. 피해의 대부분은 직접적인 군사 행동으로 인해 발생했지만, 대부분은 수리 및 유지 보수 부족과 자원의 의도적인 소진으로 인해 발생했다. 역사가들은 최근 군사 행동으로 인한 파괴의 정도를 추정했다. 폴 파스코프는 9개 연합국 주(텍사스와 플로리다 제외)의 645개 카운티 중 56%에서 연방군의 군사 작전이 수행되었다고 계산한다. 이 카운티들에는 1860년 백인 인구의 63%와 노예의 64%가 거주했다. 전투가 벌어질 무렵에는 분명히 일부 사람들이 더 안전한 지역으로 도피했을 것이므로, 전쟁에 노출된 정확한 인구는 알 수 없다.

## 같이 보기
- 미국 남부의 역사
- 남북 전쟁 당시 남부군 철도

## 내용주
1. ↑  Emerson David Fite, Social and industrial conditions in the North during the Civil War (1910) online edition
2. ↑  Matthew J. Gallman, The North Fights the Civil War: The Home Front. (Ivan R. Dee, 1994) p 95.
3. ↑  Heather Cox Richardson, The Greatest Nation of the Earth: Republican Economic Policies during the Civil War (1997)
4. ↑  Gavin Wright, Old South, New South: Revolutions in the Southern Economy since the Civil War (1986).
5. ↑  Roger Ransom, Conflict and Compromise: The Political Economy of Slavery, Emancipation and the American Civil War (1989)
6. ↑  Walter Licht, Industrializing America: The Nineteenth Century (1995) pp. 79–101.
7. ↑  Heather Cox Richardson, The greatest nation of the Earth: Republican economic policies during the Civil War (2009) pp 9–10.
8. ↑  Weisman (2002), pp. 27–35.
9. 1 2  Paludan (1993), pp. 111–112
10. ↑  Paludan (1993), pp. 113–114
11. ↑  Weisman (2002), p. 85.
12. ↑  Weisman (2002), pp. 37–38.
13. ↑  Roger Lowenstein, Ways and Means: Lincoln and his cabinet and the financing of the Civil War (2022) pp. 88–106.
14. 1 2  Paludan (1993), pp. 109–110
15. ↑  Richard Striner, "How to Pay for What We Need: Congress Could Create Money, As It Did During The Civil War, Funding Public Projects That Shock The Economy Back To Life." The American Scholar 81.1 (2012): 32-41 online.
16. ↑  Paludan (1993), p. 111
17. ↑  Roger Lowenstein, Ways and Means: Lincoln and his cabinet and the financing of the Civil War (2022) p. 126.
18. ↑  Weisman (2002), pp. 40–42.
19. ↑  Lowenstein, Ways and Means (2022) p. 127.
20. 1 2 3 4  Pollack, Sheldon D. (2014). 《The First National Income Tax, 1861–1872》 (PDF). 《Tax Lawyer》 67.
21. ↑  Lowenstein, Ways and Means (2022) p. 126, 128.
22. ↑  Lowenstein, Ways and Means (2022) p. 129.
23. 1 2  Weisman (2002), pp. 81–82.
24. ↑  Weisman (2002), pp. 84–88.
25. ↑  Weisman (2002), pp.90-91, 99–101.
26. ↑  Richardson, Greatest Nation, pp 31-66.
27. ↑  Faulkner p. 344 .
28. ↑  Melinda Lawson, "Jay Cooke and the War Bond Drives." in Major Problems in the Civil War and Reconstruction: Documents and Essays (2010): 231+.
29. ↑  Frederick J. Blue, Salmon P. Chase (1987) pp 148–149.
30. ↑  Jay Sexton, Debtor Diplomacy: Finance and American Foreign Relations in the Civil War Era, 1837-1873 (2005) pp 81–133.
31. ↑  Fred Bateman and Thomas J. Weiss, A Deplorable Scarcity: The Failure of Industrialization in the Slave Economy U of North Carolina Press, 2017 pp 4, 42.
32. ↑  Eli Ginzberg, "The economics of British neutrality during the American Civil War." Agricultural History 10.4 (1936): 147-156.
33. ↑  Harold U. Faulkner  American Economic History (8th ed. 1959), p. 344
34. ↑  Judith Fenner Gentry, “A Confederate Success in Europe: The Erlanger Loan.” Journal of Southern History 36#2 (1970), pp. 157–88, online.
35. ↑  Paul F. Paskoff, "Measures of War: A Quantitative Examination of the Civil War's Destructiveness in the Confederacy", Civil War History (2008) 54#1 pp 35–62.
36. ↑  John Munro Godfrey, "Monetary expansion in the Confederacy", (Dissertations in American economic history, Ayer Publishing, 1978) p 14.
37. ↑  Timothy D. Tregarthen and Libby Rittenberg, Principles of Macroeconomics (Macmillan, 2009) figure 11.10.
38. ↑  Hesseltine, William B. (1936). 《A History of the South, 1607–1936》. New York: Prentice-Hall. 573–574쪽.
39. ↑  For details see Livermore, Thomas L. (1901). 《Numbers and Losses in the Civil War in America 1861–65》. Boston: Houghton, Mifflin.
40. ↑  Hacker, J. David (2011). 《A Census-Based Count of the Civil War Dead》. 《Civil War History》 57. 307–348쪽. doi:10.1353/cwh.2011.0061. PMID 22512048.
41. ↑  Paskoff, Paul F. (2008). 《Measures of War: A Quantitative Examination of the Civil War's Destructiveness in the Confederacy》. 《Civil War History》 54. 35–62쪽. doi:10.1353/cwh.2008.0007.

## 더 읽어보기
- Andreano, Ralph, ed. The Economic Impact of the American Civil War (1962) online
- Barreyre, Nicolas. Gold and Freedom: The Political Economy of Reconstruction (University of Virginia Press, 2015). Translated by 아서 골드해머.
- Clark, Jr., John E. Railroads in the Civil War: The Impact of Management on Victory and Defeat (2004)
- Cochran, Thomas C. "Did the Civil War Retard Industrialization?." Mississippi Valley Historical Review 48.2 (1961): 197–210. online
- Gates, Paul W. Agriculture and the Civil War (1965) online
- Gilchrist, David T. and W. David Lewis, eds. Economic Change in the Civil War Era: Proceedings of a Conference on American Economic Institutional Change, 1850-1873 (1965) 180pp. online review
- Goldin, Claudia D., and Frank D. Lewis. "The Economic Cost of the American Civil War: Estimates and implications." Journal of Economic History 35.2 (1975): 299–326. online
- Heidler, David S., et al. Encyclopedia of the American Civil War: A Political, Social, and Military History, (2002). 2740 pages
- Resch, John P. et al. eds. Americans at War: Society, Culture and the Homefront vol 2: 1816-1900 (2005)

### 연방
- Anderson, J. L. "The Vacant Chair on the Farm: Soldier Husbands, Farm Wives, and the Iowa Home Front, 1861–1865," Annals of Iowa (2007) 66#3 pp 241–265
- Bordewich, Fergus M. Congress at War: How Republican Reformers Fought the Civil War, Defied Lincoln, Ended Slavery, and Remade America (2020) excerpt
- Donald, David Herbert. Lincoln (1995), major scholarly biography
- Gallman, Matthew J. The North Fights the Civil War: The Home Front (Ivan R. Dee, 1994) online.
- McPherson, James M. Battle Cry of Freedom: The Civil War Era (1988); a major scholarly survey. online
- Paludan, Phillip Shaw. The Presidency of Abraham Lincoln (1994).

#### 연방 경제
- Blue, Frederick J. Salmon P. Chase (1987), the Secretary of the Treasury
- Caires, Michael T. "Building a Union of Banks: Salmon P. Chase and the Creation of the National Banking System" New Perspectives on the Union War edited by Gary W. Gallagher and Elizabeth R. Varon (Fordham UP, 2019) pp 160-185. online

- Fite, Emerson David. Social and industrial conditions in the North during the Civil War (1910) online edition, old but still useful
- Hammond, Bray. Sovereignty and the Empty Purse: Banks and Politics in the Civil War (1970) online.
- Hammond, Bray. "The North's Empty Purse, 1861–1862," American Historical Review, (1961) 67#1, pp. 1–18 in JSTOR
- Hyman, Hyman. American Singularity: The 1787 Northwest Ordinance, the 1862 Homestead and Morrill Acts, and the 1944 GI Bill (U of Georgia Press, 2008) online
- Lowenstein, Roger. Ways and Means: Lincoln and His Cabinet and the Financing of the Civil War (2022); major scholarly survey; online review
- Marshall, Joan E. "Aid for Union Soldiers' Families: A Comfortable Entitlement or a Pauper's Pittance? Indiana, 1861–1865." Social Service Review 78.2 (2004): 207–242.
- Merk, Frederick. Economic History of Wisconsin during the Civil War Decade (1916) online
- Mitchell, Wesley C. A History of the Greenbacks: With Special Reference to the Economic Consequences of Their Issue: 1862–65 (1903) online
- Myers, Margaret G. Financial History of the United States (1970) pp 148–97 online
- Oberholtzer, Ellis Paxson. Jay Cooke: Financier of the Civil War (1907) online.
- Richardson, Heather Cox. The Greatest Nation of the Earth: Republican Economic Policies During the Civil War (1997) excerpt
- Sexton, Jay. Debtor Diplomacy: Finance and American Foreign Relations in the Civil War Era, 1837-1873 (Clarendon Press, 2005) pp. 81–133.
- Studenski, Paul, and Herman E. Kroos. Financial History of the United States: Fiscal, Monetary, Banking, and Tariff, Including Financial Administration and State and Local Finances (1963) pp. 137–160.
- Thomson, David K. "'Like a Cord Through the Whole Country': Union Bonds and Financial Mobilization for Victory." Journal of the Civil War Era 6.3 (2016): 347-375 online.
- Weber, Thomas. The Northern Railroads in the Civil War, 1861–1865 (1999)
- Weiman, David F., and John A. James. “The Political Economy of the US Monetary Union: The Civil War Era as a Watershed.” American Economic Review 97#2 (2007), pp. 271–75, online.
- Weisman, Steven R. The Great Tax Wars: Lincoln to Wilson—The Fierce Battles over Money That Transformed the Nation (2002) online.
- Wilson, Mark R. "The Business of Civil War: Military Enterprise, the State, and Political Economy in the United States, 1850—1880." Enterprise & Society 4#5 (2003), pp. 599–605, online.
- Wilson, Mark R. The Business of Civil War: Military Mobilization and the State, 1861–1865 (Johns Hopkins University Press, 2006).
- Ziparo, Jessica. This Grand Experiment: When Women Entered the Federal Workforce in Civil War–Era Washington, D.C. (University of North Carolina Press Books, 2017).
- Zonderman, David A. "White Workers and the American Civil War." Oxford Research Encyclopedia of American History (2021).

### 연합국
- Current, Richard N., et al., eds. Encyclopedia of the Confederacy (1993) (4 Volume set; one-volume abridged version online)
- Coulter, E. Merton. The Confederate States of America, 1861–1865. (LSU Press 1950).
- Davis, William C. and Robertson Jr., James I., eds. Virginia at War, 1861. (University Press of Kentucky, 2005).
- Davis, William C. Look Away! A History of the Confederate States of America. (2003) online.
- Doyle, Brooke Graham. "Hyperinflation and the Confederacy: An Interdisciplinary Lesson in Economics and History Hyperinflation and the Confederacy: An Interdisciplinary Lesson in Economics and History." Social Education (2001) online.
- Eaton, Clement. A History of the Southern Confederacy (1954) online.
- Gentry, Judith Fenner. "A Confederate Success in Europe: The Erlanger Loan." Journal of Southern History 36#2 (1970), pp. 157–88, online.
- Lowenstein, Roger. Ways and Means: Lincoln and his Cabinet and the Financing of the Civil War (2022).
- Massey, Mary Elizabeth. Ersatz in the Confederacy: Shortages and Substitutions on the Southern Homefront. (reprint University of South Carolina Press, 1994).
- Morgan, Chad. Planters' Progress: Modernizing Confederate Georgia. (UP of Florida, 2005).
- Palen, Marc-William. "The Civil War’s Forgotten Transatlantic Tariff Debate and the Confederacy’s Free Trade Diplomacy.” Journal of the Civil War Era 3#1 (2013), pp. 35–61, online.
- Paskoff, Paul F. "Measures of War: A Quantitative Examination of the Civil War's Destructiveness in the Confederacy", Civil War History (2008) 54#1 pp 35–62. online
- Schwab, John Christopher. The Confederate States of America, 1861-1865: A Financial and Industrial History of the South (1901) good survey of finances by a Yale economics professor; online
- Sexton, Jay. Debtor Diplomacy: Finance and American Foreign Relations in the Civil War Era, 1837-1873 (Clarendon Press, 2005) pp 134–189.
- Thomas, Emory M. Confederate Nation: 1861-1865, 1979. Standard political-economic-social history online
- Thomas, Emory M. The Confederacy as a Revolutionary Experience (1992) online.

### 사학
- Adams, Sean Patrick. "Wartime Political Economy." in A Companion to the US Civil War (2014): 1073–1086.
- Craig, Lee. "Industry, Agriculture, and the Economy" in The American Civil War: A handbook of literature and research ed. by Steven E. Woodworth, and Robert Higham. (Greenwood, 1996) pp 505–514.